# Bunny chow

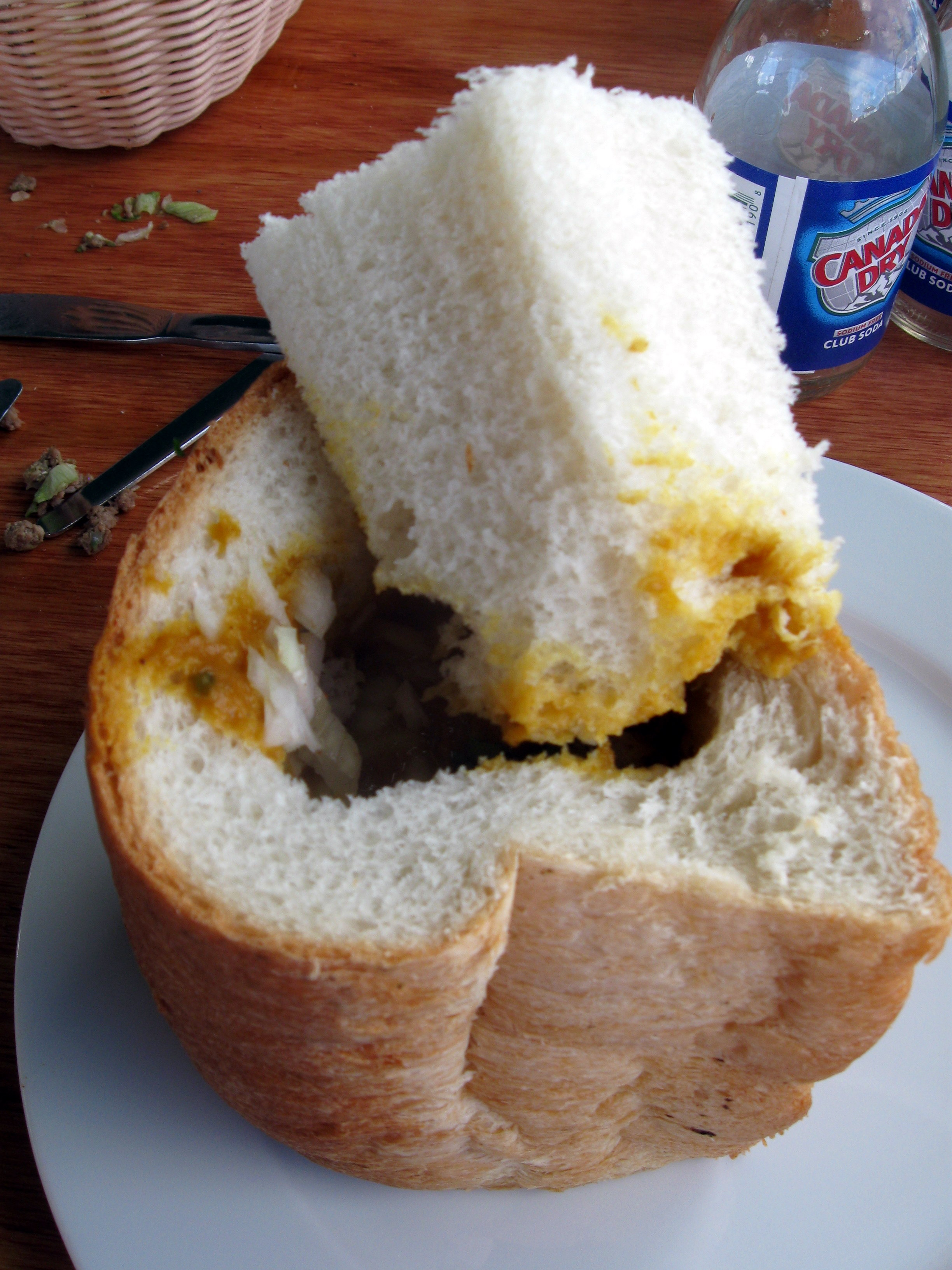
Un bunny chow.

Bunny chow es una expresión idiomática para referirse en Sudáfrica a la comida rápida que consiste en un pan relleno de curry en su interior. El origen del plato es una cocina fusión entre la cocina malaya y la sudafricana que procede de los inmigrantes que los europeos llevaron a la región.

## Historia
El bunny chow fue creado en Durban, durante los años cuarenta, lugar en el que reside una gran comunidad de inmigrantes procedentes de la India. El plato fue desarrollado y alcanzó su popularidad mientras el apartheid, a pesar de ello los orígenes del plato continúan siendo una disputa. Antes del aparheid los restaurantes no servían a los miembros de la comunidad de color, con la excepción de comida para llevar. Es por esta razón por la que se servía el curry con el pan (una especie de bocadillo). La forma de servir era cortar el pan y rellenar con curry su interior. El plato se ha hecho tan popular que hoy en día hay restaurantes que lo sirven en panes aromatizados.